# Christiaan L. Hart Nibbrig
Christiaan Lucas Hart Nibbrig (* 2. August 1944 in Basel) ist ein Schweizer Literatur- und Kulturwissenschaftler und Essayist.

## Leben
Christiaan Hart Nibbrig, Sohn von Elsbeth Hart Nibbrig, geborene Witt, und des Kunstmalers Ferdinand Eliza Hart Nibbrig (Jr.) und Enkel des bekannten holländischen Kunstmalers Ferdinand Hart Nibbrig, studierte ab 1964 Deutsche Literatur, Englische Literatur und Philosophie in Basel, London, Frankfurt und Berlin. Außerdem studierte er an der Musik-Akademie der Stadt Basel (Violoncello). 1971 wurde Hart Nibbrig in Basel promoviert und 1974 folgte die Habilitation an der Universität Bern, wo er bis 1980 als Privatdozent lehrte. Von 1980 bis 2008 war er als ordentlicher Professor für Neuere deutsche Literatur an der Universität Lausanne tätig. Gastprofessuren übernahm der in St. Sulpice lebende Wissenschaftler in Europa und den USA. Hierzu zählt eine weltweite Vortragstätigkeit.

## Mitgliedschaften
- Ehemaliger Vertreter der Schweiz im Ausschuss der Internationalen Vereinigung von Hochschulgermanisten
- 1990: Academia Europaea, London[3]
- Ehemaliges Mitglied des International board des Clusters of Excellence "Languages of Emotion", Freie Universität Berlin
- Mitglied des PEN Zentrums der Deutschen Schweiz und des Internationalen PEN CLUB

## Veröffentlichungen
Autor
- Verlorene Unmittelbarkeit. Bonn 1973.
- Ja und Nein. Studien zur Konstitution von Wertgefügen in Texten. Frankfurt am Main 1977.
- Ästhetik. Materialien zu ihrer Geschichte. Frankfurt am Main 1978.
- Rhetorik des Schweigens. Frankfurt am Main 1981.
- Warum lesen? 1983.
- Der Körper des Textes. 1984.
- Die Auferstehung des Körpers im Text. Frankfurt am Main 1985.
- Spiegelschrift. Frankfurt am Main 1987.
- Ästhetik der letzten Dinge. Frankfurt am Main 1989.
  - Russische Übersetzung, Petersburg 2005.
  - Französische Übersetzung: Esthétique des fins dernières. Paris 2012.
- Übergänge. Frankfurt am Main 1995.
- Übersetzen: Walter Benjamin. Frankfurt am Main 2001.
- Geisterstimmen. Echoraum Literatur. Weilerswist 2001.
  - Französische Übersetzung: Voix fantômes. La littérature à portée d’oreille. Paris 2008.
- Essayistische Beiträge in Zeitschriften und Zeitungen (Merkur, Manuskripte, NZZ, FAZ, Die Zeit etc.)

Herausgeber
- mit Lucien Dällenbach: Fragment und Totalität. Suhrkamp, Frankfurt am Main 1984, ISBN 3-518-11107-8.
- Wolfgang Hildesheimer. Gesammelte Werke in 7 Bänden. Gemeinsam mit Volker Jehle. Suhrkamp, Frankfurt am Main 1991.
- Was heisst «Darstellen»? Suhrkamp, Frankfurt am Main 1994.